# Antoni Kraiński
Antoni Kraiński herbu Jelita (zm. w 1765 roku) – miecznik przemyski w 1765 roku, skarbnik przemyski w latach 1764-1765.
Pochowany 4 czerwca 1765 roku w kościele Franciszkanów Reformatów w Przemyślu.